# Bajus
Bajus ist eine französische Gemeinde mit 358 Einwohnern (Stand 1. Januar 2022) im Département Pas-de-Calais in der Region Hauts-de-France. Sie gehört zum Arrondissement Béthune und zum Kanton Bruay-la-Buissière.

## Lage
Die Gemeinde Bajus liegt in einem Seitental der Lawe, 15 Kilometer südwestlich von Béthune und 25 Kilometer westlich von Lens. Nachbargemeinden von Bajus sind La Comté im Nordosten, La Thieuloye im Südwesten, Magnicourt-en-Comte im Süden sowie Diéval im Nordwesten.

## Bevölkerungsentwicklung
| Jahr                       | 1962 | 1968 | 1975 | 1982 | 1990 | 1999 | 2006 | 2012 | 2022 |
| Einwohner                  | 191  | 205  | 202  | 280  | 290  | 273  | 293  | 358  | 358  |
| Quellen: Cassini und INSEE |      |      |      |      |      |      |      |      |      |

## Sehenswürdigkeiten

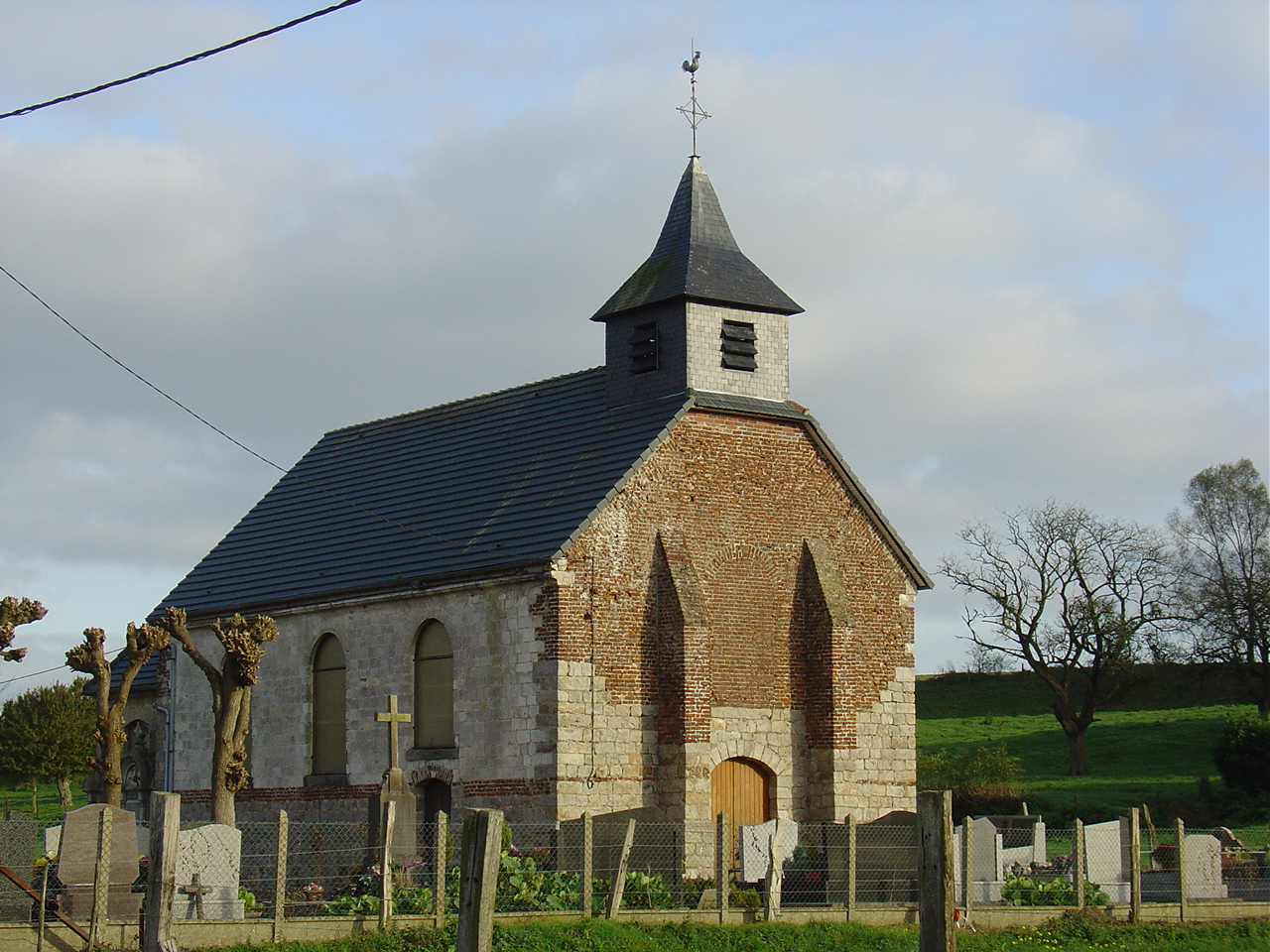
Kirche Saint-Vaast
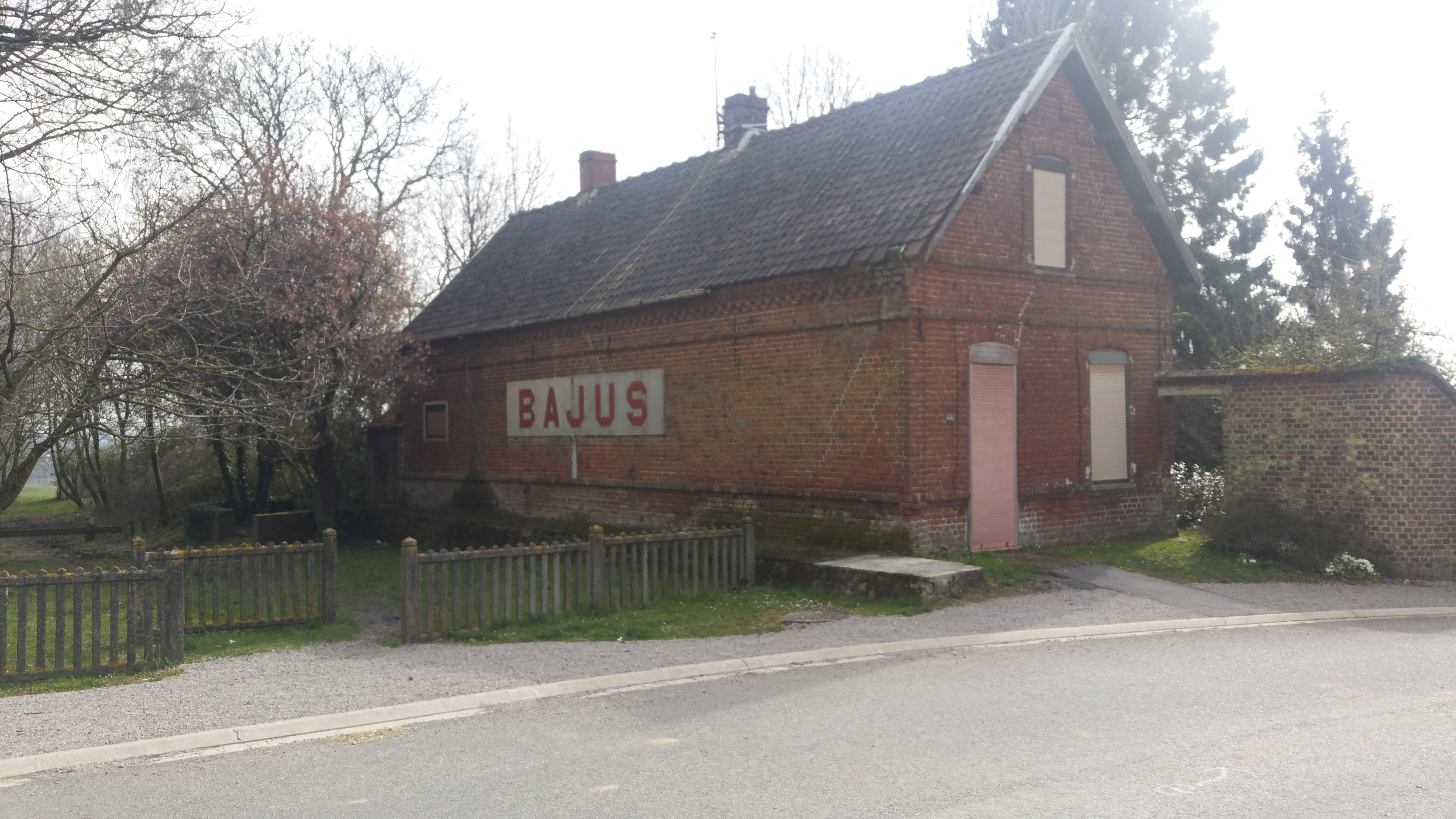
Ehemaliger Bahnhof

- Kirche Saint-Vaast
- Ehemaliger Bahnhof